# Illizi

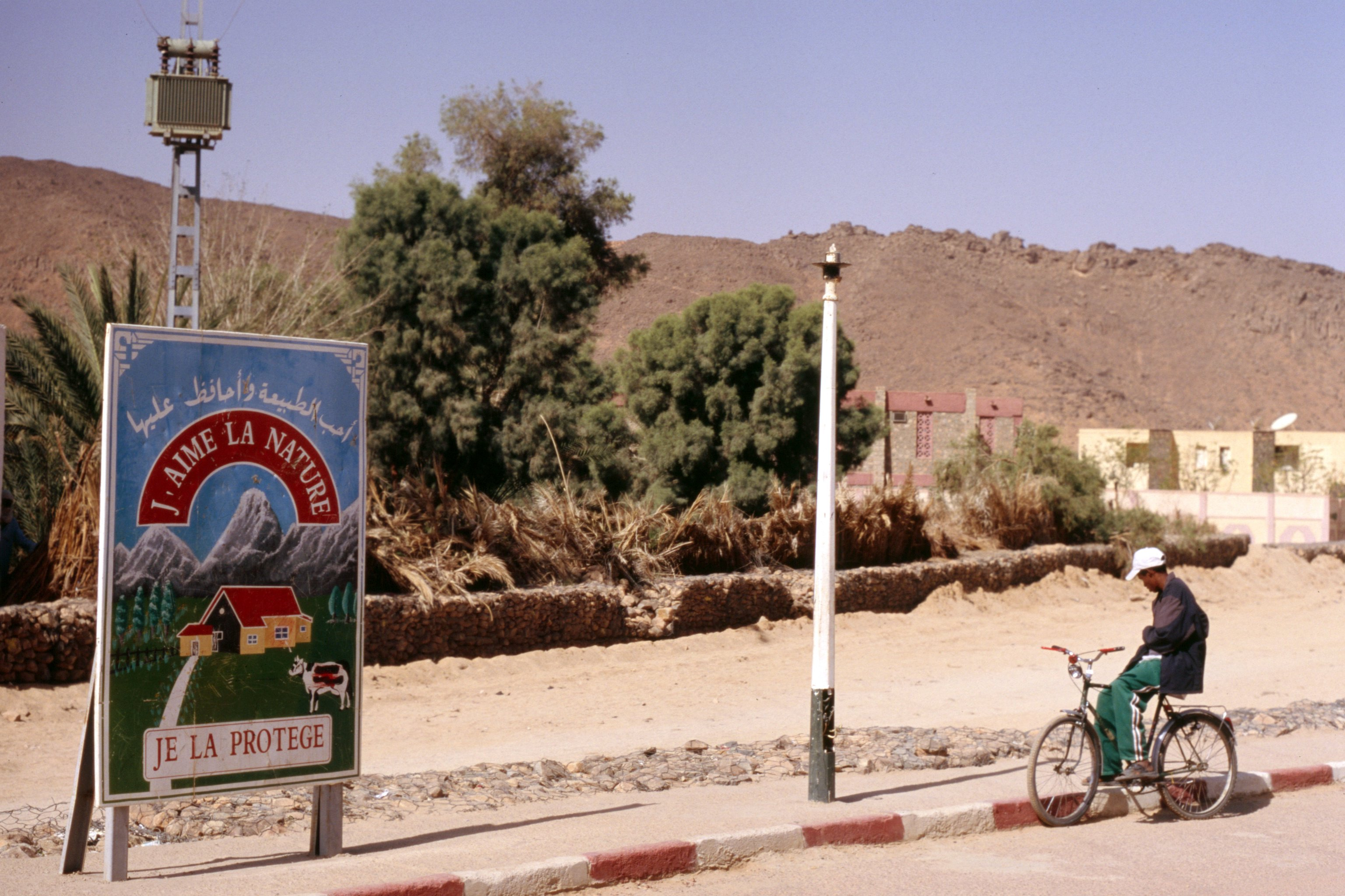
Bild tagen i Illizi. Texten på skylten lyder "J'aime la nature, Je la protège", vilket betyder "Jag älskar miljön, därför skyddar jag den".

Illizi (arabiska: إيليزي) är en stad och huvudort för provinsen med samma namn i Algeriet. Folkmängden i kommunen uppgick till 17 252 invånare vid folkräkningen 2008, varav 13 029 bodde i centralorten. Mellan Illizi och Djanet ligger nationalparken Tassili n'Ajjer. I staden finns ett hotell, två campingplatser och en flygplats.